# Nematalosa erebi
Nematalosa erebi är en fiskart som först beskrevs av Günther, 1868.  Nematalosa erebi ingår i släktet Nematalosa och familjen sillfiskar. Inga underarter finns listade i Catalogue of Life.